# Żuławka Sztumska (gromada)
Żuławka Sztumska – dawna gromada, czyli najmniejsza jednostka podziału terytorialnego Polskiej Rzeczypospolitej Ludowej w latach 1954–1972.
Gromady, z gromadzkimi radami narodowymi (GRN) jako organami władzy najniższego stopnia na wsi, funkcjonowały od reformy reorganizującej administrację wiejską przeprowadzonej jesienią 1954 do momentu ich zniesienia z dniem 1 stycznia 1973, tym samym wypierając organizację gminną w latach 1954–1972.
Gromadę Żuławka Sztumska z siedzibą GRN w Żuławce Sztumskiej utworzono – jako jedną z 8759 gromad na obszarze Polski – w powiecie sztumskim w woj. gdańskim na mocy uchwały nr 24/III/54 WRN w Gdańsku z dnia 5 października 1954. W skład jednostki weszły obszary dotychczasowych gromad Żuławka Sztumska i Budzisz, ponadto miejscowości Jasna, Kamienna Góra, Lisi Las i Chartowo z dotychczasowej gromady Jasna oraz miejscowości Trankwice i Chojty z dotychczasowej gromady Bukowo – ze zniesionej gminy Jasna w tymże powiecie. Dla gromady ustalono 15 członków gromadzkiej rady narodowej.
Gromada przetrwała do końca 1972 roku, czyli do kolejnej reformy gminnej.